# Женевски конвенции
Женевските конвенции са четири, взаимно допълващи се международни договора, както и три протокола към тях, които имат за цел определение на стандартите на международните закони, свързани с хуманитарните отношения при воденето на война. Обикновено термина „Женевска конвенция“ означава конвенциите от 1949 г., когато са обновени Първата и Третата, а Втората и Четвъртата са създадени. Женевските конвенции са предпазни механизми за цивилните по време на война, ранените войници а и определят основни права на военнопленниците.
Ратифицирани са от 196 държави, някои от които с резерва.
За пълните преведени текстове виж раздел Външни препратки, по-долу.

## История
Швейцарският бизнесмен Анри Дюнан отива на посещение при ранени войници след битката при Солферино през 1859 г. Той е бил шокиран от липсата на съоръжения, персонал, и медицинска помощ на разположение на тези войници. В резултат на това той публикува книгата си „Спомен от Солферино“ през 1862 г., свързана с ужасите на войната. Неговите военновременни преживявания, вдъхновяват Дюнан да предложи постоянно представителство за хуманитарна помощ по време на война и правителствен договор, който да признава неутралитета на агенцията и да дава възможност за предоставяне на помощ в зона на военни действия.
Това води до създаването на Червения кръст в Женева и до Женевската конвенция от 1864 г. – първият кодифициран международен договор, който обсъжда болните и ранените войници. И за двата вида постижения, Анри Дюнан става съполучател на първата Нобелова награда за мир през 1901 г.
Десетте членове на този първа договор първоначално са приети на 22 август 1864 г. от дванадесет държави. На 20 октомври 1868 г. има неуспешен, опит за разширяване на договора. С „Допълнителни членове, свързани с участта на ранените по време на война“ се опитва да се изяснят някои правила на конвенцията, както и да ги разшири до морската война. Членовете са подписани, но само Нидерландия и САЩ ратифицират документа. По-късно нидерландците оттеглят своята ратификация. Защитата на жертвите на морската война по-късно ще бъде реализирана от третата Хагска конвенция от 1899 и десетата Хагска конвенция от 1907 г.
През 1906 г. тридесет и пет държави присъстваха на конференция, свикана от швейцарското правителство. На 6 юли 1906 г. е довела до приемането на „Конвенцията за подобряване участта на ранените и болните от армии на сушата“, които подобряват и допълват конвента от 1864 г. Тя остава в сила до 1970 г., когато Коста Рика приема Женевските конвенции от 1949 г.
В 1929 г. конференция създава две конвенции, които са подписани на 27 юли 1929 г. – третата версия на конвенцията от 1864 г. Другата е приета след като Първата световна война бе показала слабостите в защитата на военнопленници под Хагските конвенции от 1899 и 1907 г. „Конвенция относно третирането на военнопленниците“ ги допълва.
След Втората световна война се ревизират двете конвенции и се създават още две. С времето те се оказват недостатъчни, тъй като с напредването на военната технология изглежда че цивилните са под по-тежки условия, има по-голям риск за живота им. През 1977 г. се създават два допълващи протокола, а по-късно, през 2005 г. – трети. Третият протокол позволява нова отличителна емблема – "2. Тази допълнителна отличителна емблема, състояща се от червена рамка във формата на квадрат, изправен на единия си връх върху бял фон, съответства на илюстрацията в приложението към този Протокол. В този Протокол тази отличителна емблема е посочена като „емблема от Третия протокол“."[член 2 на Третия протокол]

### Конвенции и протоколи
Първа женевска конвенция – „Конвенция за подобряване участта на ранените и болните от въоръжените сили при бойни действия на сушата“ е създадена през 1864 г. и е ревизиран през 1906, 1929 и 1949 г.
Втора женевска конвенция – „Конвенция за подобряване участта на ранените, болните и корабокрушенците от въоръжените сили при бойни действия на море“ е създадена през 1949 г., но „наследява“ Хагската конвенция от 1907 г.
Трета женевска конвенция – „Конвенция относно третирането на военнопленниците“ е въведена през 1929 г. и ревизирана 1949 г.
Четвърта женевска конвенция – „Конвенция относно закрилата на гражданските лица по време на война“ е създадена през 1949 г.
Първи допълнителен протокол – Относно защитата на жертвите на международни въоръжени конфликти е от 1977 г.
Втори допълнителен протокол – Относно защитата на жертвите на въоръжени конфликти с немеждународен характер е от 1977 г.
Трети допълнителен протокол – Относно приемането на допълнителна отличителна емблема е от 2005 г.

## Правоприлагане

### Държави покровителки
Член 8 на Четвъртата женевска конвенция е:
„Настоящата конвенция ще се прилага със съдействието и под контрола на държавите покровителки, на които е възложено да защитават интересите на участващите в конфликта страни. За тази цел държавите покровителки ще могат извън своя дипломатически или консулски персонал да посочват делегати измежду собствените си граждани или измежду гражданите на други неутрални държави. Тези делегати ще бъдат предложени за одобрение от държавата, в която ще изпълняват своите задължения.
Участващите в конфликта страни ще улесняват в най-голямата възможна степен задачите на представителите или на делегатите на държавите покровителки.
Представителите или делегатите на държавите покровителки не трябва в никой случай да надхвърлят границите на своята мисия по настоящата конвенция. Те ще имат предвид главно повелителните нужди на сигурността на държавата, в която изпълняват задълженията си. Само повелителни военни нужди могат да позволят, по изключение и временно, да бъде ограничена тяхната дейност.“
По член 10, ако дадена държава покровителка не може да помогне за прилагането, то тогава се намира неин заместник:
„Когато ранените и болни или членове на санитарния или духовния персонал не се ползват или са престанали да се ползват по каквато и да е било причина от дейността на някоя държава покровителка или на някоя организация, посочена съгласно алинея първа на този член, държавата, в чиято власт те се намират, ще трябва да поиска от неутрална държава или организация да поеме функциите, изпълнявани по силата на настоящата конвенция от държавата покровителка, посочена от участващите в конфликта страни.“

### Нарушения
Не всички нарушения на конвенцията са „равни“. По Член 147 на Четвъртата женевска конвенция, който говори за тежките нарушения:
„Тежките нарушения, споменати в предходния член, са онези, които обхващат едно или друго от следните действия, ако те са извършени срещу лица или имущества, закриляни от конвенцията: умишлено убийство, изтезания или нечовешко третиране, включително и биологически опити, преднамерено причиняване на големи страдания или тежки увреждания на тялото или на здравето, незаконно депортиране или преместване, незаконно задържане в затвор, принуждаване на някое закриляно лице да служи във въоръжените сили на неприятелска страна или лишаване на това лице от неговото право да бъде редовно и безпристрастно съдено съгласно предписанията на тази конвенция, вземането на заложници, незаконни, произволни и провеждани в големи мащаби разрушения и присвоявания на имущества, без да са оправдани от военните нужди.“
Член 146 на същата конвенция обсъжда начина за решаване на тежките нарушения: „...Всяка високодоговаряща страна има задължението да издири лицата, обвинени че са извършили или че са дали нареждане да бъде извършено някое от тези тежки нарушения, и тя ще трябва да ги изправи пред собствените си съдилища независимо от тяхната националност...“[откъс]
Принципът на универсалната юрисдикция се отнася и за изпълнение на тежки нарушения, когато Съветът за сигурност на ООН заявява своите авторитет и юрисдикция от Устава на ООН. Това се случва при създаването на Международния наказателен трибунал за Руанда и Международния наказателен трибунал за бивша Югославия, когато Съветът за сигурност разследва и преследва съдебно предполагаеми нарушения.